# Neu Kosenow
Neu Kosenow település Németországban, Mecklenburg-Elő-Pomeránia tartományban. Lakosainak száma 470 fő (2023. december 31.).

## Népesség
A település népességének változása:
| Lakosok száma | 490  | 493  | 470  | 469  | 470  |
|               | 2017 | 2019 | 2021 | 2022 | 2023 |